# Collegio uninominale Campania 1 - 03 (2017)
Il collegio elettorale uninominale Campania 1 - 03 è stato un collegio elettorale uninominale della Repubblica Italiana per l'elezione della Camera dei deputati tra il 2017 ed il 2022.

## Territorio
Come previsto dalla legge elettorale italiana del 2017, il collegio era stato definito tramite decreto legislativo all'interno della circoscrizione Campania 1.
Era formato dal territorio di 11 comuni: Acerra, Brusciano, Caivano, Casalnuovo di Napoli, Castello di Cisterna, Mariglianella, Marigliano, Pomigliano d'Arco, San Vitaliano, Scisciano e Volla.
Il collegio era quindi interamente compreso nella città metropolitana di Napoli.
Il collegio era parte del collegio plurinominale Campania 1 - 01.

## Eletti
| Elezione | Elezione | Deputato      | Partito               | Note |
| -------- | -------- | ------------- | --------------------- | --- |
|          | 2018     | Luigi Di Maio | Movimento 5 Stelle    | Vicepresidente del Consiglio dei ministri (2018—2019, governo Conte I) Ministro dello sviluppo economico e del lavoro e delle politiche sociali (2018—2019, governo Conte I) Ministro degli affari esteri (2019—2022, governo Conte II e Draghi) |
|          | 2022     | Luigi Di Maio | Insieme per il futuro | Vicepresidente del Consiglio dei ministri (2018—2019, governo Conte I) Ministro dello sviluppo economico e del lavoro e delle politiche sociali (2018—2019, governo Conte I) Ministro degli affari esteri (2019—2022, governo Conte II e Draghi) |

## Dati elettorali

### XVIII legislatura
Come previsto dalla legge elettorale, 232 deputati erano eletti con sistema a maggioranza relativa in altrettanti collegi uninominali a turno unico.
| Candidati              | Candidati               | Voti    | %     | Liste                           | Voti    | %     |
| ---------------------- | ----------------------- | ------- | ----- | ------------------------------- | ------- | ----- |
|                        | Luigi Di Maio ✔️ Eletto | 95 219  | 63,42 | Movimento 5 Stelle              | 95 219  | 63,42 |
|                        | Vittorio Sgarbi         | 30 596  | 20,38 | Forza Italia                    | 22 984  | 15,31 |
| Lega                   | Vittorio Sgarbi         | 30 596  | 20,38 | 3 252                           | 2,17    |       |
| Fratelli d'Italia      | Vittorio Sgarbi         | 30 596  | 20,38 | 2 901                           | 1,93    |       |
| Noi con l'Italia - UDC | Vittorio Sgarbi         | 30 596  | 20,38 | 1 459                           | 0,97    |       |
|                        | Antonio Falcone         | 18 018  | 12,00 | Partito Democratico             | 16 148  | 10,75 |
| +Europa                | Antonio Falcone         | 18 018  | 12,00 | 1 051                           | 0,70    |       |
| Civica Popolare        | Antonio Falcone         | 18 018  | 12,00 | 508                             | 0,34    |       |
| Italia Europa Insieme  | Antonio Falcone         | 18 018  | 12,00 | 311                             | 0,21    |       |
|                        | Vincenza Iasevoli       | 2 793   | 1,86  | Liberi e Uguali                 | 2 793   | 1,86  |
|                        | Giacomo La Marca        | 2 006   | 1,34  | Potere al Popolo!               | 2 006   | 1,34  |
|                        | Gabriele Esposito       | 501     | 0,33  | CasaPound                       | 501     | 0,33  |
|                        | Gabriella Marotta       | 462     | 0,31  | Il Popolo della Famiglia        | 462     | 0,31  |
|                        | Giovanni Acunzo         | 340     | 0,23  | Italia agli Italiani            | 340     | 0,23  |
|                        | Domenico Loffredo       | 213     | 0,14  | Per una Sinistra Rivoluzionaria | 213     | 0,14  |
| Totale                 | Totale                  | 150 148 | 100   |                                 | 150 148 | 100   |
|                        |                         |         |       |                                 |         |       |
| Voti non validi        | Voti non validi         | 3 380   | 2,20  |                                 |         |       |
| Votanti                | Votanti                 | 153 528 | 69,89 |                                 |         |       |
| Elettori               | Elettori                | 219 678 |       |                                 |         |       |